# 卡培他滨
 卡培他濱 （英語：capecitabine）以Xeloda（截瘤達）等商品名稱於市面銷售，是一種用於治療乳癌、胃癌和大腸癌的化療藥物。在治療乳癌時，通常會與紫杉醇（docetaxel）一起使用。透過口服方式給藥。
使用此藥物常見的副作用有腹痛、嘔吐、腹瀉、虛弱和皮疹。其他嚴重副作用有凝血問題、過敏反應、心臟問題（如心肌病）和血細胞減少症。個體於懷孕期間使用可能會對胎兒造成傷害。卡培他濱在體內轉化為5-氟尿嘧啶（5-FU）後發揮作用。此藥物屬於氟嘧啶類藥物，其中也含有5-FU和替加氟。

## 醫療用途
卡培他濱適用於：
- 對III期大腸癌患者單獨使用，或作為聯合化療藥物中的一項，進行輔助治療、[4]
- 對患有局部晚期大腸癌的成年人進行圍手術期化學放射療法（英语：chemoradiotherapy）過程中的一部分、[4]
- 單獨使用，或作為聯合化療藥物中的一項，用以治療不可切除或轉移性大腸癌患者、[4]
- 如果晚期或轉移性乳癌患者不適合使用蒽環類藥物或紫杉烷類化療藥物，可單獨使用此藥物治療、[4]
- 過去曾接受含蒽環類藥物化療，於疾病進展後，與紫杉醇合併使用，以治療晚期或轉移性乳癌患者、[4]
- 與其他化療藥物組合，治療患有不可切除或轉移性胃癌、食道癌或胃與食道交界處癌症的成年人患者、[4]
- 與其他化療藥物組合，治療之前未接受過轉移性疾病治療，而有HER2（人類表皮生長因子受體2） 過度表現的轉移性胃或胃與食道交界處癌症的成年人患者、[4]

## 不良影響
不良影響，依發生頻率列於下：
甚為常見（頻率 >10%）
- 食慾減退
- 腹瀉
- 嘔吐
- 噁心
- 口腔炎
- 腹痛
- 疲勞
- 虛弱
- 化療引起的肢端紅斑（英语：Chemotherapy-induced acral erythema）[9]
- 水腫
- 發燒
- 疼痛
- 頭痛
- 脫髮
- 皮膚炎
- 消化不良
- 呼吸困難
- 眼部不適
- 骨髓抑制[注釋1]

注釋1:貧血、淋巴細胞減少症、嗜中性白血球低下及血小板減少症。

### 禁忌症
包括有：
- 對氟尿嘧啶、卡培他濱或其中任何賦形劑有過敏史者
- 雙氫嘧啶脫氫酶缺乏症（英语：Dihydropyrimidine dehydrogenase deficiency）（DPD缺乏症）（參見後面藥物基因學一節）
- 懷孕及哺乳期的患者
- 嚴重白血球減少症、嗜中性白血球低下症或血小板減少症
- 嚴重肝功能損害或嚴重腎功能損害
- 正使用抗病毒藥物索利伐丁（英语：sorivudine）或其化學類似物（例如溴夫定（英语：brivudine））的患者

### 藥物交互作用
已知會與卡培他濱發生交互作用的藥物有：
- 索利伐丁或其類似物，例如溴夫定。
- CYP2C9基質，包括華法林和其他香豆素衍生物抗凝血劑。
- 苯妥英，卡培他濱會升高苯妥英的血漿濃度，產生笨妥英毒性或是效力變化。
- 葉酸鈣（英语：Folinic acid）可與卡培他濱代謝物5-FU產生協同作用，而增強卡培他濱的治療效果。而這種協同作用也可能誘發更嚴重的腹瀉。[10]

### 藥物基因學
雙氫嘧啶脫氫酶（DPD）負責氟嘧啶的解毒代謝，氟嘧啶類的藥物包括卡培他濱、5-氟尿嘧啶和替加氟。DPD基因 (DPYD) 內的遺傳變異可導致DPD活性降低或缺失，攜帶這些變異雜合或純合的個體可能患有部分或完全DPD缺乏，估計全球有0.2%的人患有完全DPD缺乏症。部分或完全DPD缺乏的患者在接受氟嘧啶治療時，發生嚴重甚至致命藥物毒性的風險會顯著增加，其中的案例有骨髓抑制、神經毒性和化療引起的肢端紅斑。

## 作用機制
卡培他濱被代謝為5-FU，而5-FU又是一種胸苷酸合成酶抑制劑，會抑制胸苷單磷酸(ThMP) 的合成，ThMP是DNA從頭合成過程中所需的胸苷活性形式。

## 合成
合成過程成如下圖所示：

## 社會與文化
卡培他濱於1992年獲得專利，並於1998年經美國食品藥物管理局（FDA）核准用於治療乳癌。此藥物已被列入世界衛生組織基本藥物標準清單之中。

### 品牌名稱
品牌名稱之一是Xeloda（截瘤達），由基因泰克銷售。
其他的商品名有Capehope, Capget, Capibine, Xitabin等。

## 延伸閱讀
- Dean L. . Pratt VM, McLeod HL, Rubinstein WS,  et al  (编). . National Center for Biotechnology Information (NCBI). 2016  [2024-04-14]. PMID 28520372. Bookshelf ID: NBK385155. （原始内容存档于2020-10-26）.

## 外部連結
- . Drug Information Portal. U.S. National Library of Medicine.   [2024-04-14]. （原始内容存档于2022-12-02）.